# Rhopalomelus
Rhopalomelus es un  género de coleópteros adéfagos de la familia Carabidae.

## Especies
Comprende las siguientes especies:
- Rhopalomelus angusticollis Boheman, 1848
- Rhopalomelus bennigseni Alluaud, 1935
- Rhopalomelus ingens Alluaud, 1930
- Rhopalomelus stenoderus Alluaud, 1930